# Faruk Vražalić
Faruk Vražalić (* 22. Juni 1990 in Sarajevo, SR Bosnien und Herzegowina, SFR Jugoslawien) ist ein bosnisch-herzegowinischer Handballspieler.

## Karriere
Faruk Vražalić spielte in seiner Heimat bei RK Bosna Visoko und bei RK Bosna Sarajevo, mit dem er 2010 den Pokal sowie 2010, 2011 und 2012 die Meisterschaft gewann. 2012 wechselte er nach Spanien in die Liga ASOBAL zu Ademar León. Nachdem 2013 aufgrund finanzieller Probleme Leóns sein Vertrag aufgelöst worden war, schloss sich der 1,90 Meter große Rechtsaußen, der auch im rechten Rückraum spielen kann, dem deutschen Bundesligisten ThSV Eisenach an, den er nach einer Saison wieder verließ. Im November 2014 wurde er vom Bundesligisten HBW Balingen-Weilstetten unter Vertrag genommen.  Als sein Vertrag nach der Saison 2014/15 nicht verlängert wurde., schloss er sich in der darauffolgenden Saison den Füchsen Berlin an, mit denen er 2015 Vereinsweltmeister wurde. Seit 2016 spielt er in der Türkei bei Beşiktaş Istanbul, mit denen er 2017 und 2018 türkischer Meister und Pokalsieger wurde.
Vražalić gehört zum Kader der bosnisch-herzegowinischen Nationalmannschaft.